# Марко Русс
Марко Русс (нім. Marco Russ, нар. 4 серпня 1985, Ганау) — німецький футболіст, що виступав на позиції захисника.
Володар Кубка Німеччини. 

## Клубна кар'єра
У дорослому футболі дебютував 2004 року виступами за команду клубу «Айнтрахт», в якій провів сім сезонів, взявши участь у 163 матчах чемпіонату. Більшість часу, проведеного у складі «Айнтрахта» (Франкфурт-на-Майні), був основним гравцем захисту команди.
2011 року «Айнтрахт» втратив місце у Бундеслізі і його лідери стали трансферними цілями для команд, які залишалися у найвищому німецькому дивізіоні. Русс 16 липня 2011 року за 3,5 мільйони євро перейшов до «Вольфсбурга», з яким уклав трирічний контракт.
Проте вже на початку 2013 року гравець повернувся до «Айнтрахта», який на той час вже відновив своє місце у Бундеслізі. Швидко повернув собі регулярне місце в основному складі франкфуртської команди.

## Виступи за збірну
2006 року провів одну гру у складі молодіжної збірної Німеччини. На молодіжному рівні зіграв в одному офіційному матчі.

## Статистика виступів

### Статистика клубних виступів
Станом на 19 травня 2016 року
| Сезон                  | Команда                | Чемпіонат              | Чемпіонат | Чемпіонат | Національний кубок | Національний кубок | Національний кубок | Континентальні кубки | Континентальні кубки | Континентальні кубки | Інші змагання | Інші змагання | Інші змагання | Усього | Усього |
| Сезон                  | Команда                | Ліга                   | Ігор      | Голів     | Ліга               | Ігор               | Голів              | Ліга                 | Ігор                 | Голів                | Ліга          | Ігор          | Голів         | Ігор   | Голів  |
| ---------------------- | ---------------------- | ---------------------- | --------- | --------- | ------------------ | ------------------ | ------------------ | -------------------- | -------------------- | -------------------- | ------------- | ------------- | ------------- | ------ | ------ |
| 2004–05                | «Айнтрахт»             | 2БЛ                    | 3         | 0         | -                  | -                  | -                  | -                    | -                    | -                    | -             | -             | -             | 3      | 0      |
| 2005–06                | «Айнтрахт»             | БЛ                     | 9         | 0         | КН                 | 2                  | 0                  | -                    | -                    | -                    | -             | -             | -             | 11     | 0      |
| 2006–07                | «Айнтрахт»             | БЛ                     | 27        | 1         | КН                 | 3                  | 0                  | КУЄФА                | 2                    | 0                    | -             | -             | -             | 32     | 1      |
| 2007–08                | «Айнтрахт»             | БЛ                     | 29        | 3         | КН                 | 2                  | 0                  | -                    | -                    | -                    | -             | -             | -             | 31     | 3      |
| 2008–09                | «Айнтрахт»             | БЛ                     | 33        | 4         | КН                 | 1                  | 0                  | -                    | -                    | -                    | -             | -             | -             | 34     | 4      |
| 2009–10                | «Айнтрахт»             | БЛ                     | 30        | 4         | КН                 | 3                  | 0                  | -                    | -                    | -                    | -             | -             | -             | 33     | 4      |
| 2010–11                | «Айнтрахт»             | БЛ                     | 31        | 1         | КН                 | 2                  | 0                  | -                    | -                    | -                    | -             | -             | -             | 33     | 1      |
| лип. 2011              | «Айнтрахт»             | 2БЛ                    | 1         | 0         | -                  | -                  | -                  | -                    | -                    | -                    | -             | -             | -             | 1      | 0      |
| лип. 2011–12           | «Вольфсбург»           | БЛ                     | 24        | 1         | КН                 | 1                  | 0                  | -                    | -                    | -                    | -             | -             | -             | 25     | 1      |
| сер.-груд. 2012        | «Вольфсбург»           | БЛ                     | -         | -         | -                  | -                  | -                  | -                    | -                    | -                    | -             | -             | -             | -      | -      |
| Усього за «Вольфсбург» | Усього за «Вольфсбург» | Усього за «Вольфсбург» | 24        | 1         |                    | 1                  | 0                  |                      |                      |                      |               |               |               | 25     | 1      |
| січ.-трав. 2013        | «Айнтрахт»             | БЛ                     | 10        | 1         | -                  | -                  | -                  | -                    | -                    | -                    | -             | -             | -             | 10     | 1      |
| 2013–14                | «Айнтрахт»             | БЛ                     | 29        | 3         | КН                 | 3                  | 0                  | ЛЄ                   | 8                    | 1                    | -             | -             | -             | 40     | 4      |
| 2014–15                | «Айнтрахт»             | БЛ                     | 26        | 2         | КН                 | 2                  | 0                  | -                    | -                    | -                    | -             | -             | -             | 28     | 2      |
| 2015–16                | «Айнтрахт»             | БЛ                     | 28        | 3         | КН                 | 2                  | 0                  | -                    | -                    | -                    | -             | -             | -             | 30     | 3      |
| Усього за «Айнтрахт»   | Усього за «Айнтрахт»   | Усього за «Айнтрахт»   | 256       | 22        |                    | 20                 | 0                  |                      | 10                   | 1                    |               |               |               | 286    | 23     |
| Усього за кар'єру      | Усього за кар'єру      | Усього за кар'єру      | 280       | 23        |                    | 21                 | 0                  |                      | 10                   | 1                    |               |               |               | 311    | 24     |

## Титули і досягнення
- Володар Кубка Німеччини (1):

«Айнтрахт»: 2017-2018